# Aeropuerto Antoine de Saint-Exupéry

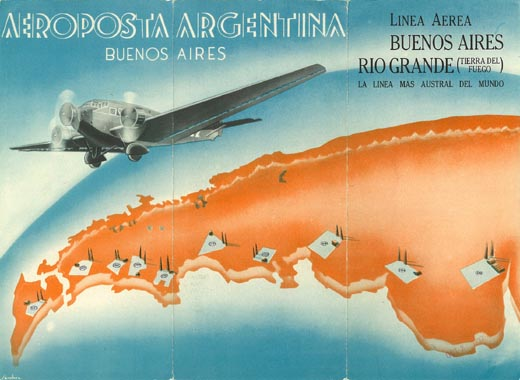
Cartel de la Aeroposta con la línea Buenos Aires - Río Grande

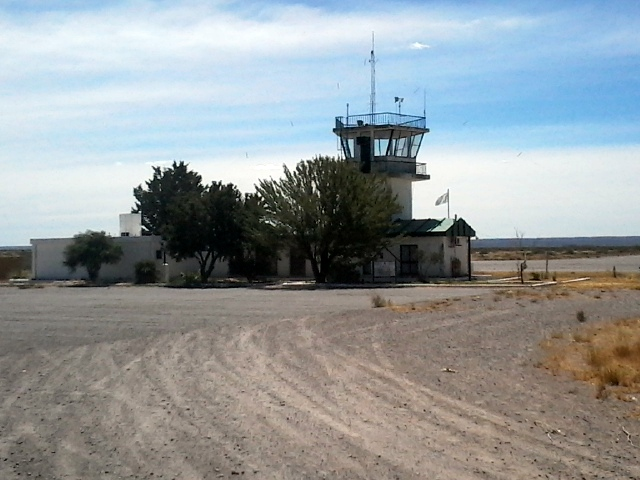
Torre radar del aeropuerto

El Aeropuerto Antoine de Saint-Exupéry (IATA: OES - OACI: SAVN - FAA: SAN) es un aeropuerto argentino que da servicio a las localidades de San Antonio Oeste y Las Grutas, Río Negro.
Lleva su nombre en honor al aviador francés Antoine de Saint-Exupéry, quien frecuentó estas tierras volando para la Aeroposta Argentina, compañía que realizaba una escala en San Antonio Oeste en su ruta hacia Comodoro Rivadavia desde Bahía Blanca. Sus coordenadas son: latitud 40° 45' 04" S y longitud 65° 02' 03" O. La plataforma posee 6.000 m².

## Características
La terminal tiene un diseño arquitectónico muy similar al de otras de la región patagónica: sencillo, con planos rectos, y áreas comunes con el tamaño adecuado para brindar un servicio aceptable para el nivel de tráfico que poseen. Además, posee un mural del artista uruguayo Carlos Páez Vilaró en el hall principal, pintado en diciembre de 1989.

## Historia
Se puede establecer como fecha de nacimiento del aeropuerto el 31 de octubre de 1929, pues ese día se realizó un vuelo entre Comodoro Rivadavia y Bahía Blanca, con escalas en Trelew y San Antonio Oeste. Al día siguiente, la empresa Aeroposta Argentina S.A. inauguró sus vuelos regulares a esta ciudad.
Debido a la falta de mantenimiento (que desde hace más de 20 años no se realiza), en 2009 dejó de recibir vuelos de la aerolínea LADE, funcionando actualmente sólo el aeroclub y recibiendo también algunos vuelos privados y gubernamentales.

## Aerolíneas y destinos que cesaron sus operaciones
- Líneas Aéreas del Estado[8]
  - Buenos Aires / Aeroparque Jorge Newbery
  - Bahía Blanca / Aeropuerto Comandante Espora
  - Mar del Plata / Aeropuerto Internacional Astor Piazolla
  - Puerto Madryn / Aeropuerto El Tehuelche
  - Trelew / Aeropuerto Almirante Marcos A. Zar
  - Viedma / Aeropuerto Gobernador Edgardo Castello
  - Comodoro Rivadavia / Aeropuerto Internacional General Enrique Mosconi